# Juan Vicente Tovar
Juan Vicente Tovar León, apodado  "El Campeón Tovar"  o "El Negrito de San José", (Caracas, Venezuela; 24 de mayo de 1950-Caracas, Venezuela; 12 de abril de 2000), fue un jinete venezolano activo entre 1974 y 1998, ganador del campeonato de jinetes de la estadística venezolana diceciseis (16) veces consecutivas desde 1977 hasta el año 1992, nueve (9) veces campeón del clásico "Presidente de la República", ganador de la triple corona de Venezuela en 1985, ganador de la triple corona del Caribe en 1990. Es considerado el más grande jinete en la historia del hipismo venezolano, logró obtener 2.492 victorias en 9.854 montas. También fue triplecoronado con las yeguas "Blondy" y "Gelinotte", con "Veseli" en el Hipódromo de La Limpia y con "Rey Baco" y "Salardu" en el Hipódromo de Valencia.

## Primeros años
Nació el 24 de mayo de 1950 en la calle 3 de Los Cujicitos, casa N° 37, en la parroquia San José de la ciudad de Caracas. Hijo de Pedro Tovar y María León. Cursó sus estudios de primaria en la Escuela Antonio Ernest. Debido a la mala situación económica, se vio obligadoa buscar trabajo a corta edad, después de trabajar en distintas labores decide ingresar a la Escuela de Jinetes de La Rinconada perteneciente al Instituto Nacional de Hipódromos de Venezuela, donde obtuvo su acreditación como jinete aprendiz el 15 de diciembre de 1973, convirtiéndose de esta manera en jinete profesional.

## Como jinete

### Años 70
Ganó su primera carrera el 2 de marzo de 1974 montando a "Soroa". Ese mismo año logró 41 triunfos, logrando el segundo lugar entre los jinetes aprendices, perdiendo apenas por un triunfo, siendo el ganador Argenis Rosillo con 42 triunfos.
En el año de 1975 ganó su primer clásico, el Clasico Cavepro, con el ejemplar Arañazo, el cual tenía pocas posibilidades de ganar, ya que competía contra los favoritos "Gran Tiro" y "Guache" demostrando así grandes habilidades como jinete. Ese mismo año, en una mañana de traqueos en el Hipódromo La Rinconada, Tovar sufrió un accidente, al caerse del caballo "Sapuare", fracturándose el fémur de la pierna derecha, quedando postrado en cama. Tovar había demostrado tener la capacidad para ser un ganador, sin embargo, los jinetes construyen su futuro compitiendo y ganando carreras, mientras él estaba postrado en una cama y con la deuda de una casa que había recién adquirido para su madre como regalo para el día de las madres. Y cuando todos pensaban que no volvería a competir nunca más debido a la magnitud de la fractura, regresó a los cuatro meses, no únicamente regresó, sino que logró 114 triunfos que le dieron el campeonato de jinetes del año 1977, título que mantendría hasta 1992.
En 1978 ganó la Triple Corona de yeguas con "Blondy".

### Años 80
En 1980 volvió a ganar la triplecorona de yeguas, con la yegua "Gelinotte", con esta última alcanzaría la gloria con grandes triunfos durante sus apariciones, y ese mismo año estuvo a un paso de lograr una hazaña sin precedentes, como era ganar las dos versiones de la Triple Corona, Tovar montando a Gelinotte ganó las dos primeras carreras, sin embargo perdió la última carrera contra el caballo "Sweet Candy", montado por el jinete Jesús Márquez.
En 1981 jineteó al caballo "Veseli" el cual se convirtió en el primer Triple Coronado en el Hipódromo de Santa Rita en el Estado Zulia, cuatro años más tarde repitió la hazaña con el gran caballo venezolano "Tío Cheo".
En 1982 ganó el Clásico "Día de la Armada" con la yegua Val Fleurie, con este triunfo, Juan Vicente Tovar se convertía en el jinete que más clásicos había ganado con 71 victorias, superando al jínete chileno Balsamino Moreira que tenía 70 clásicos ganados.
En 1985 con el caballo "Iraquí" ganó el clásico "José Antonio Páez" en la distancia de 1600 metros con un tiempo de Tiempo: 1:37. Ganó el Clásico "Ministerio de Agricultura y Cría" en la distancia de 2000 metros con un tiempo de 2:02. El 23 de junio de 1985, obtuvo el triunfo en el Clásico "República de Venezuela", en la distancia de 2400 metros, con un tiempo de: 2:31, con este clásico ganó la Triple Corona del hipismo venezolano, siendo el primer jinete triplecoronado del hipismo venezolano, este logro sería igualado años más tarde por Douglas Valiente (1992), Emisael Jaramillo (2005,2007 y 2010) y Santiago González(2008).
En el año 1986 ganó 17 clásicos de primer grado, con el caballo "Napaz" ganó los clásicos "Alberto Smith" y "Selección de Fedeharas", con "Tío Cheo" los clásicos "José María Vargas" y "Andrés Bello", los clásicos "Día de la Armada", "Derby de Sovecría" y "El Corsario" con la yegua "Miss Vereda", con el caballo "Winton" ganó los clásicos "Fuerzas Armadas de Cooperación", "Asociación Hípica de Propietarios", "Jockey Club de Venezuela ", "Cría Nacional", "Cavepro" y su primer Gran Premio Clásico Simón Bolívar,  el clásico "Periodistas Hípicos" con "Sátira", el clásico "Burlesco" con "Sparrow",  el clásico "Ciudad de Caracas" con "Imbay", con "Capaz" ganó el clásico "Fuerza Aérea Venezolana", el clásico "Comparación" lo ganó con "Batiente", el clásico Instituto Nacional de Hipódromos con "Capáz",  y con el caballo "Refino" ganó el clásico Polla de Acrica.

### Años 90
En diciembre de 1990 ganó las dos ediciones del Clásico "Confraternidad del Caribe" a bordo del caballo "Randy" en tiempo récord y la edición para yeguas con "Mon Coquette", y en la edición número 23 del Clásico Internacional del Caribe logró imponerse con el gran caballo venezolano "Don Fabián", en una gran duelo con el caballo panameño "Espaviento" logrando además romper el tiempo récord del clásico en la distancia de 1 milla y 1 1/2 furlongs (1900 metros). Con este último triunfo,Tovar logró acentuar su gran habilidad, inteligencia y destreza como jinete. Ese día en Santa Rita logró la triple corona del Caribe, ganando las tres modalidades de las competiciones del Caribe. Ese año ganaría una vez más el Gran Premio Clásico Simón Bolívar con "Don Fabián".
En 1992 se retiró de manera inesperada, el año siguiente se creó el clásico "Juan Vicente Tovar" en honor a su trayectoria. Sin embargo Tovar decidió volver en 1995, ganó en su carrera de reaparición, ese año no ganó la estadística, pero terminó entre los primeros lugares y ganó el clásico "Presidente de la República", siendo quien aun en la actualidad posee el récord de más ganados con 9 triunfos.
El 30 de octubre de 1997, recibió la Medalla Congreso Nacional, del Congreso Nacional de Venezuela siendo el primer jinete nacido en Venezuela en recibirla, y recibió un homenaje pautado por la Comisión Permanente de Juventud, Recreación y Deportes de la Cámara de Diputados.

### Retiro
En 1998, decidió retirarse de forma permanente, ganó su último trofeo selectivo en 1998 con el ejemplar "Jaclyn Love" en la copa Jesús Lander, logró su última victoria con el ejemplar "Express" el 28 de noviembre de 1998, y su última monta la llevó el ejemplar "Locura de Amor".

## Muerte
Como producto de una fuerte depresión, decidió quitarse la vida, falleciendo el 12 de abril del año 2000. en junio de ese mismo año fue exaltado al Salón de la Fama del deporte venezolano, Ganó 199 Clásicos siendo el que más clásicos de grado ha ganado en Venezuela, y 9 Clásicos Presidente de la República.